# いそかぜ (列車)

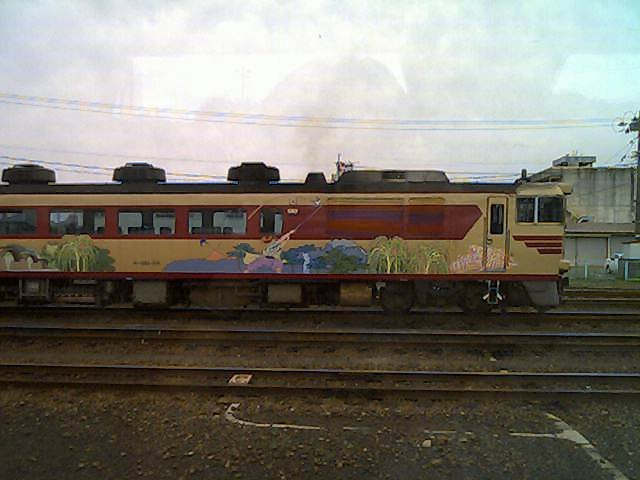
「いそかぜ」用に一時期用いられたペイント仕様

いそかぜは、日本国有鉄道（国鉄）、分割民営化後は西日本旅客鉄道（JR西日本）および九州旅客鉄道（JR九州）が、当初は米子駅 - 博多駅間、末期は益田駅 - 小倉駅間を山陰本線・山陽本線・鹿児島本線経由で運行していた特別急行列車である。
主に山陰地方と九州を結んでいた優等列車の沿革についてもここで記述する。

## 概要
特急「いそかぜ」は、それまで運転していた特急「まつかぜ」の系統分割により、1985年3月14日から米子駅 - 博多駅間で運転を開始した。
1993年3月18日からは運転区間を米子駅 - 小倉駅間に見直した。小倉駅 - 博多駅間のダイヤは大分・宮崎方面を発着する特急「にちりん」の延長に回された。2001年7月7日からは、米子駅 - 益田駅間は「スーパーくにびき」として、「いそかぜ」は益田駅 - 小倉駅間での運転になり、2005年3月1日に廃止されるまでこの区間で運転された。
なお「いそかぜ」という列車名は1965年から1968年まで、山陽本線経由で大阪駅と九州を結ぶ特急列車の愛称として使用されていた。この「いそかぜ」についてはこちらを参照のこと。

## 廃止直前の運行概況
益田駅 - 小倉駅間で1往復のみ運転されており、下関地域鉄道部の下関車両管理室に入出区するための回送列車が下関駅 - 小倉駅間で1往復運転されていた。
2001年7月のダイヤ改正で系統分割したため、益田駅では「スーパーまつかぜ」3号・10号と相互接続していた。しかし、益田駅では乗り継ぎ料金制度は適用されなかった。
列車番号は運行線区で変更なく、下りは29D、上りは30Dであった。

### 特急いそかぜ・ 停車駅
益田駅 - 東萩駅 - 長門市駅 - 滝部駅 - 川棚温泉駅 - 下関駅 - 小倉駅
運転開始当初の停車駅は次の通り。
米子駅 -（安来駅）- 松江駅 -（宍道駅）- 出雲市駅 - 大田市駅 - 江津駅 - 浜田駅 - 益田駅 - 東萩駅 - 長門市駅 -（滝部駅）- 川棚温泉駅 - 下関駅 - 小倉駅 - 黒崎駅 - 博多駅
- （　）は1985年3月13日までの特急「まつかぜ」が通過していた駅。1985年3月14日から1993年3月17日まで停車駅の変更は一度もなかった。

### 使用車両
JR西日本の下関地域鉄道部に所属し、下関車両管理室に配置されていたキハ181系気動車が使用されており、普通車のみ3両編成で運転されていた。

### 急行さんべ・停車駅
(臨時列車化直前)
米子駅 - 安来駅 - 揖屋駅 - 松江駅 - 宍道駅 - 出雲市駅 - 大田市駅 - 仁万駅 - 温泉津駅 - 江津駅 - 浜田駅 - 三保三隅駅 - 益田駅 - 江崎駅 - 須佐駅 - 奈古駅 - 東萩駅 - 玉江駅 - 長門市駅 - 長門古市駅 - 人丸駅 - 滝部駅 - 長門二見駅 - 小串駅 - 川棚温泉駅 - 安岡駅 - 下関駅 - 小倉駅

### 使用車両
キハ58・28系気動車

## 関西対九州間連絡列車としての「いそかぜ」の沿革
- 1965年（昭和40年）10月1日：大阪駅 - 宮崎駅間を東海道本線・山陽本線・日豊本線経由で運行する特急「いそかぜ」が運行開始。列車番号は1D・2D。
  - 使用車両はキハ80系気動車13両編成で、宮崎寄りの6両は途中の大分駅で増解結していた。
- 1967年（昭和42年）10月1日：新大阪駅 - 佐世保駅・大分駅間を運行していた気動車特急「みどり」が大分駅発着の電車特急に変更されたのに伴い、「みどり」の佐世保駅発着列車を引き継ぐ形で、「いそかぜ」のうち大分駅で増解結していた編成を佐世保駅発着（筑豊本線経由）に変更。小倉駅で両編成の分割・併合を行うこととした。なお従来の「いそかぜ」の列車番号である1D・2Dは佐世保駅発着列車に割り当てられ、宮崎駅発着列車の単独運転区間は新たに2001D・2002Dとなった。
- 1968年（昭和43年）10月1日：「ヨンサントオ」のダイヤ改正により、「いそかぜ」の佐世保駅発着列車は「かもめ」に編入され、宮崎駅発着列車は「日向」と改称したため、「いそかぜ」の列車名はいったん消滅。

「いそかぜ」廃止当時の停車駅
大阪駅 - 三ノ宮駅 - 姫路駅 - 岡山駅 - 三原駅 - 広島駅 - 岩国駅 - 徳山駅 - 小郡駅（現在の新山口駅） - 下関駅 - 小倉駅 - 直方駅 - 飯塚駅 - 鳥栖駅 - 佐賀駅 - 武雄駅（現在の武雄温泉駅） - 早岐駅 - 佐世保駅／小倉駅 - 中津駅 - 別府駅 - 大分駅 - 佐伯駅 - 延岡駅 - 宮崎駅

## 山陰対九州間連絡優等列車沿革
山陰本線西部における優等列車設定はかなり遅いものであった。1953年10月17日から米子駅 - 博多駅間に蒸気機関車牽引の臨時快速列車「八雲」が運転を開始したが、これは本来博多と筑豊地区を結ぶ快速列車用の客車を予備車の転用で捻出して設定されたもので、1953年秋季、1954年春季・秋季、1955年春季に週末臨時列車として運転、1955年秋季は10月15日から11月末まで毎日運転されたが、同じ1953年に木次線経由で設定された松江駅 - 広島駅間快速「ちどり」のように利用定着からの定期化にまでは至らなかった。結局直通優等列車の設定は数年をおいて、沿線自治体の連携による運動並びに鉄道利用債6650万円の引受けにより、気動車準急「やくも」が設定された1959年9月にまで下った。
急行列車の運行経路は多様であり、特に急行「さんべ」「あきよし」は、最盛期には美祢線経由・山陰本線経由・山口線経由と様々な運行形態であった。これは益田駅 - 下関駅間の走行距離が山陰本線経由・美祢線経由・山口線経由で大差が無いために実現したものである。
益田駅 - 下関駅間の営業キロ数比較
山陰本線廻り（小串駅経由）：162.8km
美祢線廻り（美祢駅経由）：164.9km
山口線廻り（山口駅経由）：162.8km
これを利用して、「しんじ」では益田駅 - 下関駅間を山陰本線経由と山口線・山陽本線経由の編成に分割した後、再度併結して一本の編成になる運用を行い、「やくも」→「やえがき」→「さんべ」では長門市駅 - 下関駅間を山陰本線経由と美祢線経由の編成に分割した後、それぞれの経路で走行した後、再度併結して一本の編成になるという運用を行っていた。特に後者は1985年に「さんべ」の美祢線経由が廃止になるまでは日本で唯一の事例として残っていたため、“離婚・再婚列車”とも呼ばれた。

### 年表
- 1959年（昭和34年）9月22日：米子駅 - 博多駅間（山陰本線経由）で準急列車「やくも」が運転開始。
- 1960年（昭和35年）9月10日：「やくも」の一部編成が美祢線経由になる。
- 1961年（昭和36年）10月1日：岡山駅 - 出雲市駅間（伯備線経由）の準急「しんじ」の運転区間が、宇野駅 - 博多駅間（伯備線・山陰本線経由、石見益田駅〔現在の益田駅〕 - 下関駅間は山陰本線経由と山口線経由に分割）になる。
- 1963年（昭和38年）4月1日：山口線山口駅 - 博多駅間の準急「あきよし」の一部編成が東萩駅発着になる。
  - なお、「あきよし」の東萩駅発着編成は美祢線経由とし、厚狭駅 - 博多駅間は両編成を併結運転。
- 1964年（昭和39年）
  - 3月20日：京都駅 - 松江駅間（大阪駅・福知山線・山陰本線経由）の特急「まつかぜ」の運転区間が、京都駅 - 博多駅間（大阪駅・福知山線・山陰本線経由）に変更。
  - 10月10日：「あきよし」の運転区間が、浜田駅・石見益田駅 - 博多駅間に変更。なお、浜田駅発着編成は美祢線経由、石見益田駅発着編成は山口線経由とした。
- 1965年（昭和40年）10月1日：ダイヤ改正により、次のように変更（1965年10月1日・11月1日国鉄ダイヤ改正）。
  1. 米子駅 - 博多駅間（山陰本線経由）で夜行急行列車「しまね」が運転開始。
  2. 米子駅 - 小倉駅間（山陰本線経由）で準急「なかうみ」が運転開始。
  3. 準急「やくも」の運転区間が延長され、米子駅 - 熊本駅間の準急「やえがき」に変更。
  4. 準急「あきよし」の運転経路が、浜田駅 - 東唐津駅間は山口線・筑肥線経由、石見益田駅 - 天ヶ瀬駅間は美祢線・日田彦山線・久大本線経由になる。なお、厚狭駅 - 小倉駅間は両編成を併結運転。
  5. 準急「しんじ」の運転区間が短縮され、宇野駅 - 小郡駅（現在の新山口駅）間は伯備線・山陰本線・山口線経由とし、山陰本線経由編成が廃止。
- 1966年（昭和41年）3月5日：準急「なかうみ」・「あきよし」が急行列車になる。
- 1968年（昭和43年）10月1日：ヨンサントオのダイヤ改正により、「しまね」・「なかうみ」・「やえがき」を格上げし、同時に運転開始した米子駅 - 小郡駅間を山陰本線・山口線経由で運転の季節列車を含めて急行「さんべ」に統一。
- 1972年（昭和47年）
  - 3月15日：米子駅 - 長門市駅間で急行「はぎ」が運転開始。
  - 10月2日：特急「まつかぜ」の運転区間が見直され、新大阪駅・大阪駅 - 博多駅間（福知山線・山陰本線経由）になる。
- 1975年（昭和50年）3月10日：ダイヤ改正により、次のように変更（1975年3月10日国鉄ダイヤ改正）。
  1. 急行「はぎ」の名称が新幹線陰陽連絡バスに使用されるようになり、急行「ながと」に改称。
  2. 山口線経由の急行「さんべ」の山口線内が廃止、山陽新幹線接続列車の特急「おき」になる。
  3. 急行「あきよし」は浜田駅 - 天ヶ瀬駅間（美祢線・日田彦山線・久大本線経由）の単独運転になり、山口線経由編成は小郡駅 - 厚狭駅間および小倉駅 - 博多駅間を廃止し、山口線内は急行「つわの」併結に変更（以後の詳細は「おき」の項を参照）。
- 1978年（昭和53年）10月2日：急行「さんべ」の夜行列車編成が20系寝台車・12系座席車に置換え。山口県豊浦郡豊浦町（現・下関市）に所在する川棚温泉駅を特急「まつかぜ」の停車駅として追加。これにより、同駅は益田駅 - 博多駅間において特急列車が停車する唯一の「町」の駅となった。
- 1980年（昭和55年）10月1日：米子駅 - 熊本駅間の急行「さんべ」（旧）が廃止される。米子駅 - 博多駅間は「さんべ」（新）に、博多駅 - 熊本駅間はエル特急「有明」になり、「さんべ」の下関駅 - 博多駅間が快速列車に格下げとなる。同時に急行「あきよし」の下関駅 - 天ヶ瀬駅間も快速列車に格下げとなった。
- 1982年（昭和57年）7月1日：伯備線全線および山陰本線伯耆大山駅 - 知井宮駅間電化によるダイヤ改正に関連し、急行「ながと」の運転区間が、出雲市駅 - 長門市駅間に見直し。
- 1984年（昭和59年）2月1日：急行「さんべ」の夜行列車が臨時列車に格下げ。定期の「さんべ」は昼行列車のみとなる。
- 1985年（昭和60年）3月14日：ダイヤ改正により、次のように変更（1985年3月14日国鉄ダイヤ改正）。
  1. 特急「まつかぜ」（旧）1号・4号を廃止。新「まつかぜ」は新大阪駅・大阪駅 - 米子駅間の運行とし、米子駅 - 博多駅間で特急「いそかぜ」が運転開始。
    - 当初より普通車4両編成と短い編成を使用しており、時間帯も変更となったため米子駅での接続は考慮されなかった。

  2. 急行「あきよし」が廃止[4]。これに伴い、急行「ながと」の運転区間が、浜田駅 - 下関駅・小倉駅間（山陰本線経由）に変更。
  3. 急行「さんべ」1往復が廃止され、運転区間は米子駅 - 下関駅・小倉駅間（山陰本線経由）の1往復のみになる。これにより美祢線の急行列車が廃止。
  4. なお、この改正により、米子駅 - 益田駅間では「さんべ」1往復と「ちどり」・「ながと」、夜行の「だいせん」を除く急行列車が快速列車に格下げされた。
- 1986年（昭和61年）11月1日：特急「いそかぜ」の編成を3両に見直し[5]。
- 1992年（平成4年）3月14日：急行「ながと」が廃止。
- 1993年（平成5年）3月18日：特急「いそかぜ」の運転区間が、米子駅 - 小倉駅間に見直し。なお、小倉駅 - 博多駅間は特急「にちりん」の増発に用いられた。廃止日の急行「さんべ」

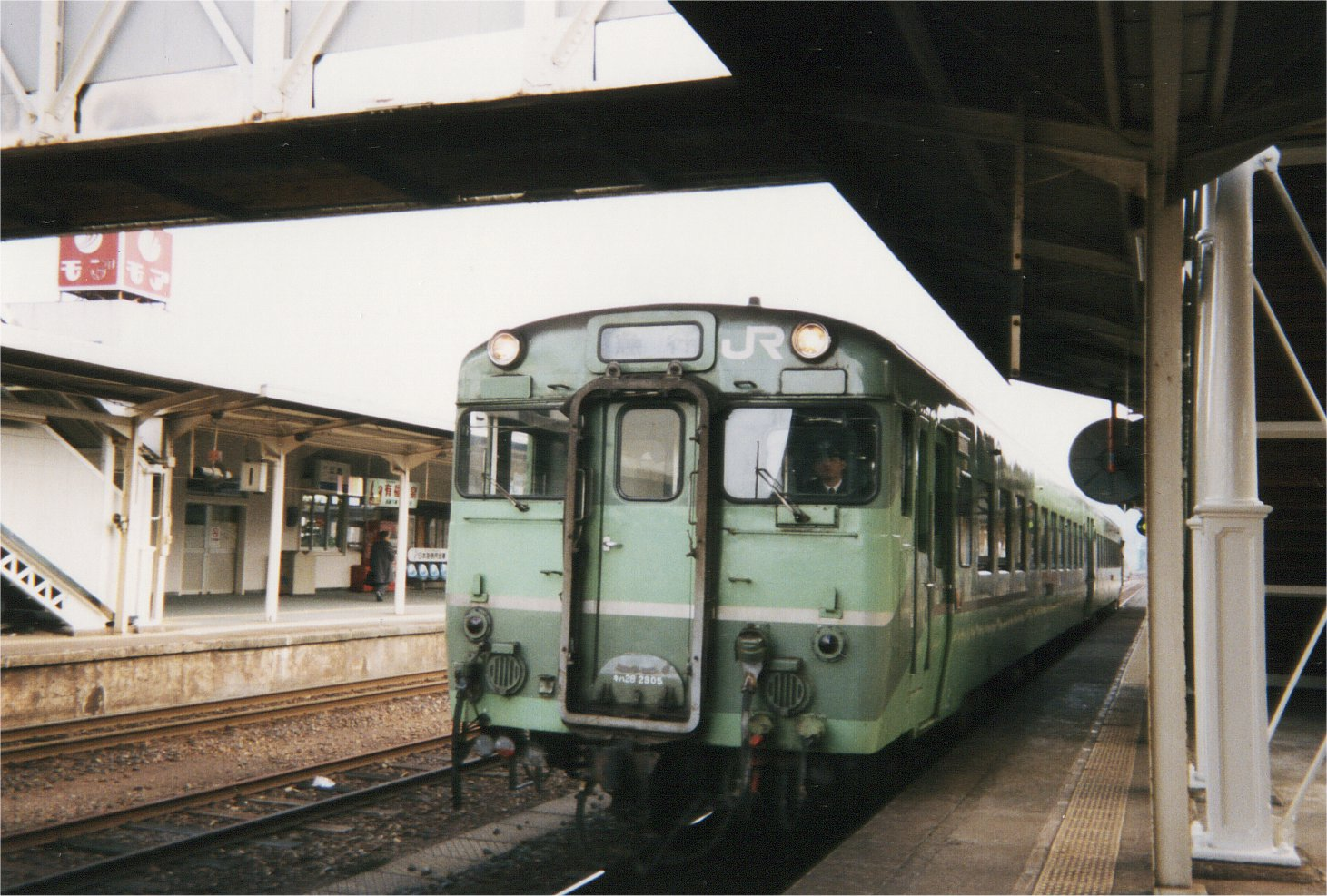
廃止日の急行「さんべ」

- 1997年（平成9年）3月22日：急行「さんべ」が夜行急行として臨時列車化される。
- 1999年（平成11年）：「さんべ」が廃止。
- 2001年（平成13年）7月7日：187系気動車の投入による特急の運転系統の再編に伴い、特急「いそかぜ」の運転区間は益田駅 - 小倉駅間に見直し[1]。
- 2005年（平成17年）3月1日：特急「いそかぜ」が廃止される。これにより、山陰本線山口県区間（益田駅 - 下関駅間）の特急・急行および関門トンネルを通過する昼行の特急・急行が廃止となった。